# Mandya (stad)
Mandya is een dorp in het gelijknamige district Mandya van de Indiase staat Karnataka. 

## Demografie
Volgens de Indiase volkstelling van 2001 wonen er 131.211 mensen in Mandya, waarvan 51% mannelijk en 49% vrouwelijk is. De plaats heeft een alfabetiseringsgraad van 73%. 

## Geboren
- Jayalalithaa (1948-2016), actrice en politica